# 潘振声
潘振声（1932年—2009年5月14日），男，蒙古族，祖籍上海青浦，生于湖北武汉，中国作曲家，曾任中国音乐家协会常务理事，宁夏文联副主席，江苏省文联副主席。

## 作品
潘振声生前共发表了一千余首儿歌作品，代表作有《小鸭子》《一分钱》《好妈妈》《春天在哪里》《祖国祖国我们爱你》等，被誉为当代“儿歌大王”。其中《一分钱》创作灵感来源于他在一所小学担任大队辅导员时，发现一个放满了孩子们捡到交上来的硬币的文具盒。该曲旨在弘扬少年儿童的拾金不昧精神，潘振声因而又被誉为“一分钱爷爷”。1998年底上海公安博物馆成立之初，潘振声将手稿原件捐赠给该馆永久收藏，并经国家文物局鉴定为“现代革命一级文物”。